# Kristianstads DFF
Kristianstads DFF (KDFF) är en fotbollsklubb från Kristianstad i Sverige. Kristianstads DFF bedriver bara fotboll för damer, och kvalificerade sig  för spel i Damallsvenskan 2008 efter att obesegrade ha vunnit Division 1 Södra 2007. Hemmaplan är Kristianstads fotbollsarena.

## Historia
Föreningen bildades 1998 som en sammanslagning mellan Wä IF:s och Kristianstads FF:s damfotbollssektioner. Under namnet Kristianstad/Wä DFF spelade man i Damallsvenskan 1998-2001. 2006 namnändrades fotbollsföreningen till Kristianstads DFF. Den spelare som gjort flest seriematcher i laget är Marie Åstedt med 126 matcher. Flera välmeriterade damlandslagsspelare har fostrats i föreningen, Malin Andersson, Therese Sjögran, Sara Johansson och Nilla Fischer. År 2005 hamnade laget på en 3:e plats i Söderettan och 2006 blev man tvåa. 2007 blev man klara för spel i Damallsvenskan 2008.

## Placering tidigare säsonger
Placering tidigare säsonger
se Wä IF för tiden före 1999

### Kristianstad/Wä DFF
| Säsong | Nivå | Liga             | Placering | Referens | Notering                        |
| ------ | ---- | ---------------- | --------- | -------- | ------------------------------- |
| 1999   | 1    | Damallsvenskan   | 8         | [ 3 ]    |                                 |
| 2000   | 1    | Damallsvenskan   | 9         | [ 4 ]    |                                 |
| 2001   | 1    | Damallsvenskan   | 10        | [ 5 ]    | Nedflyttad till Division 1 2002 |
| 2002   | 2    | Division 1 Södra | 5         |          |                                 |
| 2003   | 2    | Division 1 Södra | 5         |          |                                 |
| 2004   | 2    | Division 1 Södra | 3         |          |                                 |
| 2005   | 2    | Division 1 Södra | 3         | [ 6 ]    |                                 |

### Kristianstads DFF
| Säsong | Nivå | Liga             | Placering | Referens      | Notering                       |
| ------ | ---- | ---------------- | --------- | ------------- | ------------------------------ |
| 2006   | 2    | Division 1 Södra | 2         | [ 7 ]         |                                |
| 2007   | 2    | Division 1 Södra | 1         | [ 8 ]         | Uppflyttad till Damallsvenskan |
| 2008   | 1    | Damallsvenskan   | 9         | [ 9 ] [ 10 ]  |                                |
| 2009   | 1    | Damallsvenskan   | 10        | [ 11 ] [ 12 ] |                                |
| 2010   | 1    | Damallsvenskan   | 9         | [ 13 ] [ 14 ] |                                |
| 2011   | 1    | Damallsvenskan   | 7         | [ 15 ] [ 16 ] |                                |
| 2012   | 1    | Damallsvenskan   | 5         | [ 17 ] [ 18 ] |                                |
| 2013   | 1    | Damallsvenskan   | 9         | [ 19 ] [ 20 ] |                                |
| 2014   | 1    | Damallsvenskan   | 5         | [ 21 ] [ 22 ] |                                |
| 2015   | 1    | Damallsvenskan   | 7         | [ 23 ] [ 24 ] |                                |
| 2016   | 1    | Damallsvenskan   | 10        | [ 25 ] [ 26 ] |                                |
| 2017   | 1    | Damallsvenskan   | 5         | [ 27 ] [ 28 ] |                                |
| 2018   | 1    | Damallsvenskan   | 4         | [ 29 ] [ 30 ] |                                |
| 2019   | 1    | Damallsvenskan   | 7         | [ 31 ] [ 32 ] |                                |
| 2020   | 1    | Damallsvenskan   | 3         | [ 33 ] [ 34 ] |                                |
| 2021   | 1    | Damallsvenskan   | 3         | [ 35 ] [ 36 ] |                                |
| 2022   | 1    | Damallsvenskan   | 4         | [ 37 ] [ 38 ] |                                |
| 2023   | 1    | Damallsvenskan   | 6         | [ 39 ]        |                                |
| 2024   | 1    | Damallsvenskan   | 4         | [ 40 ]        |                                |

## Färger
Kristianstads DFF spelar i orange och svart trikåer.
| Kristianstads DFF | Kristianstads DFF |

### Dräktsponsor
???? – Nike
 ???? – Hummel

### Trikåer
| ? · traditionell | ? · traditionell | ? · traditionell | 2022 säsong · Hemmaställ | 2022 säsong · Bortaställ | 2022 säsong · den tredje |

## Spelartruppen
| Nummer      | Land          | Spelare              | Födelsedatum      | Kom från                 | Moderklubb           |           |
| Målvakter   | Målvakter     | Målvakter            | Målvakter         | Målvakter                | Målvakter            | Målvakter |
| ----------- | ------------- | -------------------- | ----------------- | ------------------------ | -------------------- | --------- |
| 16          | Sverige       | Nea Andersson        | 9 september 2004  | Kristianstads DFF U      | IFK Osby             |           |
| 31          | Sverige       | Moa Olsson           | 21 september 1998 | Kristianstads DFF U      | Everöds IF           |           |
| 33          | Tyskland      | Melina Loeck         | 1 juli 2000       | Wolfsburg                | Tyskland             |           |
| Försvarare  |               |                      |                   |                          |                      |           |
| 12          | Sverige       | Kajsa Törnkvist      | 26 februari 2001  | Kristianstads DFF U      | Nosaby IF            |           |
| 20          | Sverige       | Mia Carlsson         | 12 mars 1990      | Vittsjö GIK              | Skånes Fagerhults IF |           |
| 27          | Sverige       | Josefin Harrysson    | 3 mars 2000       | FC Rosengård             | IF Lödde             |           |
| -           | Sverige       | Alice Nordenberg     | 20 november 2002  | Kristianstads DFF U      | Skepparslövs IF      |           |
| -           | Kanada        | Gabrielle Carle      | 12 oktober 1998   | Florida State University | Chaudière-Est        |           |
| -           | Sverige       | Klara Rybrink        | 16 november 1995  | IFK Kalmar               | Onsala BK            |           |
| -           | Nederländerna | Sheila van den Bulk  | 6 april 1989      | Djurgårdens IF           | Berkel               |           |
| Mittfältare |               |                      |                   |                          |                      |           |
| 5           | Sverige       | Elin Sjöström        | 24 november 2003  | Kristianstads DFF U      | Önnestad BoIF        |           |
| 8           | Sverige       | Alice Nilsson        | 26 augusti 1995   | Kristianstads DFF U      | Kristianstads DFF    |           |
| 13          | Serbien       | Emma Petrovic        | 27 december 2002  | Eskilsminne IF           | Eskilsminne IF       |           |
| 14          | Sverige       | Tilda Persson        | 7 december 2000   | Kristianstads DFF U      | Ifö/Bromölla IF      |           |
| 29          | Sverige       | Evelina Duljan       | 12 maj 2003       | Kristianstads DFF U      | Näsby IF             |           |
| -           | Island        | Amanda Andradóttir   | 18 december 2003  | Vålerengen               | Víkingur             |           |
| -           | Finland       | Emmi Alanen          | 30 april 1991     | Växjö DFF                | EvijU                |           |
| Anfallare   |               |                      |                   |                          |                      |           |
| 11          | USA           | Delaney Baie Pridham | 2 september 1997  | ÍBV                      | USA                  |           |
| 22          | Sverige       | Maja Bodin           | 15 september 2001 | Nättraby GoIF            | Nättraby GoIF        |           |
| -           | Island        | Emelia Oskarsdottir  | 5 mars 2006       | Ballerup-Skovlunde       | Island               |           |
| -           | Kanada        | Évelyne Viens        | 6 februari 1997   | NJ/NY Gotham             | Haute-Saint-Charles  |           |
| -           | USA           | Tabby Tindell        | 0 december 1995   | IFK Kalmar               | USA                  |           |
| -           | Sverige       | Tilda Sandén         | 5 maj 2005        | Kristianstads DFF U      | Perstorp Bälinge IK  |           |

## Kända spelare
- Mia Carlsson, (2009–)
- Emmi Alanen, (2022–)
- Évelyne Viens, (2022–)
- Gabrielle Carle, (2022–)
- Margrét Lára Viðarsdóttir, (2009–2011, 2012–2015)
- Amanda Andradóttir, (2022–)
- Sheila van den Bulk, (2022–)

## Tränare
- Johanna Almgren
- Daniel Angergård